# بورلاغ

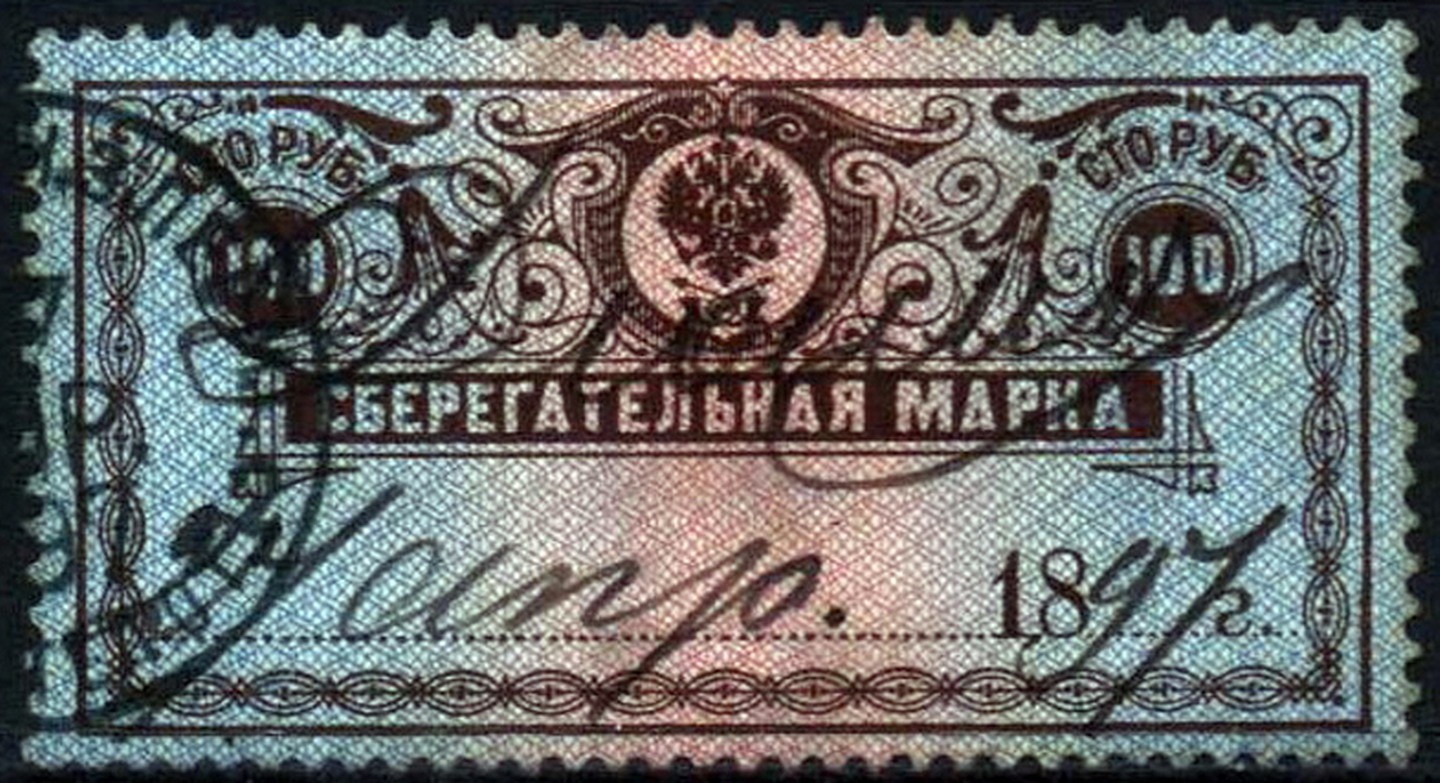
1896 ختم روسي مع بوريلاغ

بورلاغ (بالفرنسية: burelage)، أو بورليت (بالفرنسية: burelé)، هو مصطلح فرنسي يشير إلى شبكة معقدة من الخطوط الدقيقة أو النقاط أو التصميمات الأخرى المطبوعة فوق أو كخلفية لبعض طوابع البريد أو طوابع الإيرادات لمنع التزييف. في اللغة الإنجليزية يتم تهجئة الكلمة أحيانًا بلكنة على الحرف "e" الأول مثل بوريلاغ (burélage)، على الرغم من أن اللكنة لا تظهر في التهجئة الفرنسية وأن أصلها غير واضح. يظهر البورلاغ بشكل شائع كشكل من أشكال الطباعة السفلية.
تشمل الاستخدامات المبكرة للبورلاغ على الطوابع البريدية الإصدار الأول من طوابع الدنمارك من عام 1851، والطوابع الصادرة عن مدينة هانوفر بدءًا من عام 1855. يمكن تمييز أصناف الطوابع في الكتالوجات بناءً على وجود أو عدم وجود البورلاغ بالإضافة إلى الاختلافات في البورلاغ نفسه، مثل حجم الشبكة، اتجاه الختم، اللون، أو طريقة الختم الطباعة.

## أمثلة على البورلاغ

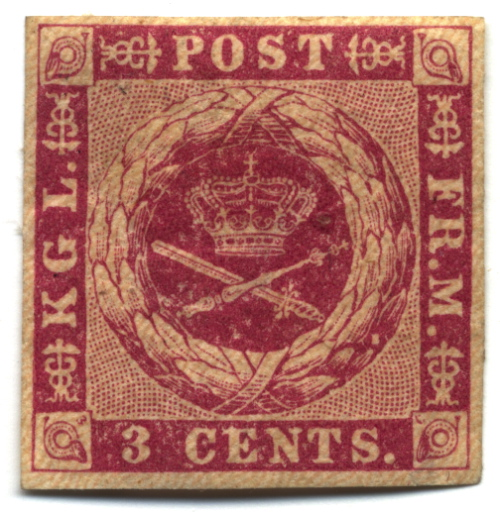
ختم الجزر الهند الغربية التشيرقي، 1866، مع ظهور حشوة متموجة على الهوامش والزوايا
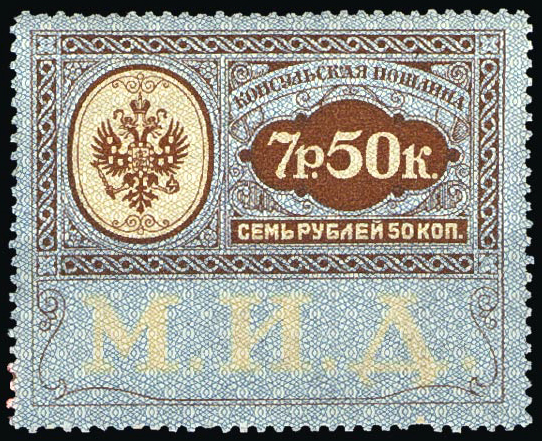
ختم روسي
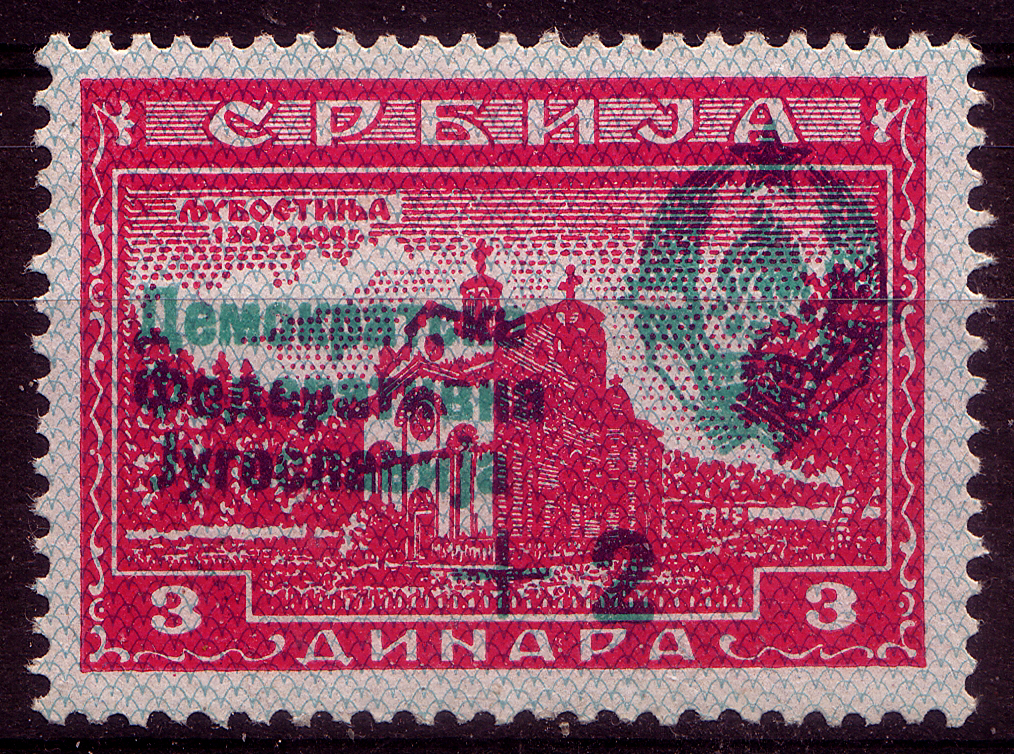
طابع صربي، 1945، بطباعة يوغسلافية